# Säg mig den vägen
Säg mig den vägen är en väckelsepsalm av Lars Linderot från samma år som han dog, 1811. Texten bygger mycket på upprepningar (anaforer) och är delvis dialogisk/dramatisk till sin uppbyggnad. Av originalets alla 15 verser är det bara verserna 1, 3 och 5 som utgör psalmverser i den svenska psalmboken.
Psalmen har två melodier i psalmboken (E-moll, 2/2, 3/4 resp. D-moll, 2/4), bägge svenska folkmelodier, men daterade efter psalmtextens tillkomst till 1846.

## Publicerad i
- Andelige Sånger och Tillfällighets-Verser som nr 83 med titeln "Sång om själens fråga efter wägen till JEsum".
- Sions Nya Sånger som nr 156 (5:e upplagan, 1863. 15 verser)
- Psalm och Sång 1929/31 som nr 88 under rubriken "Väckelse och omvändelse".
- Sionstoner 1935 som nr 344 under rubriken "Nådens ordning: Väckelse och omvändelse".
- Kristus vandrar bland oss än 1965 som nr 1.
- Frälsningsarméns sångbok 1968 som nr 97 under rubriken "Frälsning".
- 1986 års ekumeniska psalmbok som nr 266 under rubriken "Vaksamhet - kamp - prövning".